# St. Gertrud (Aschaffenburg)

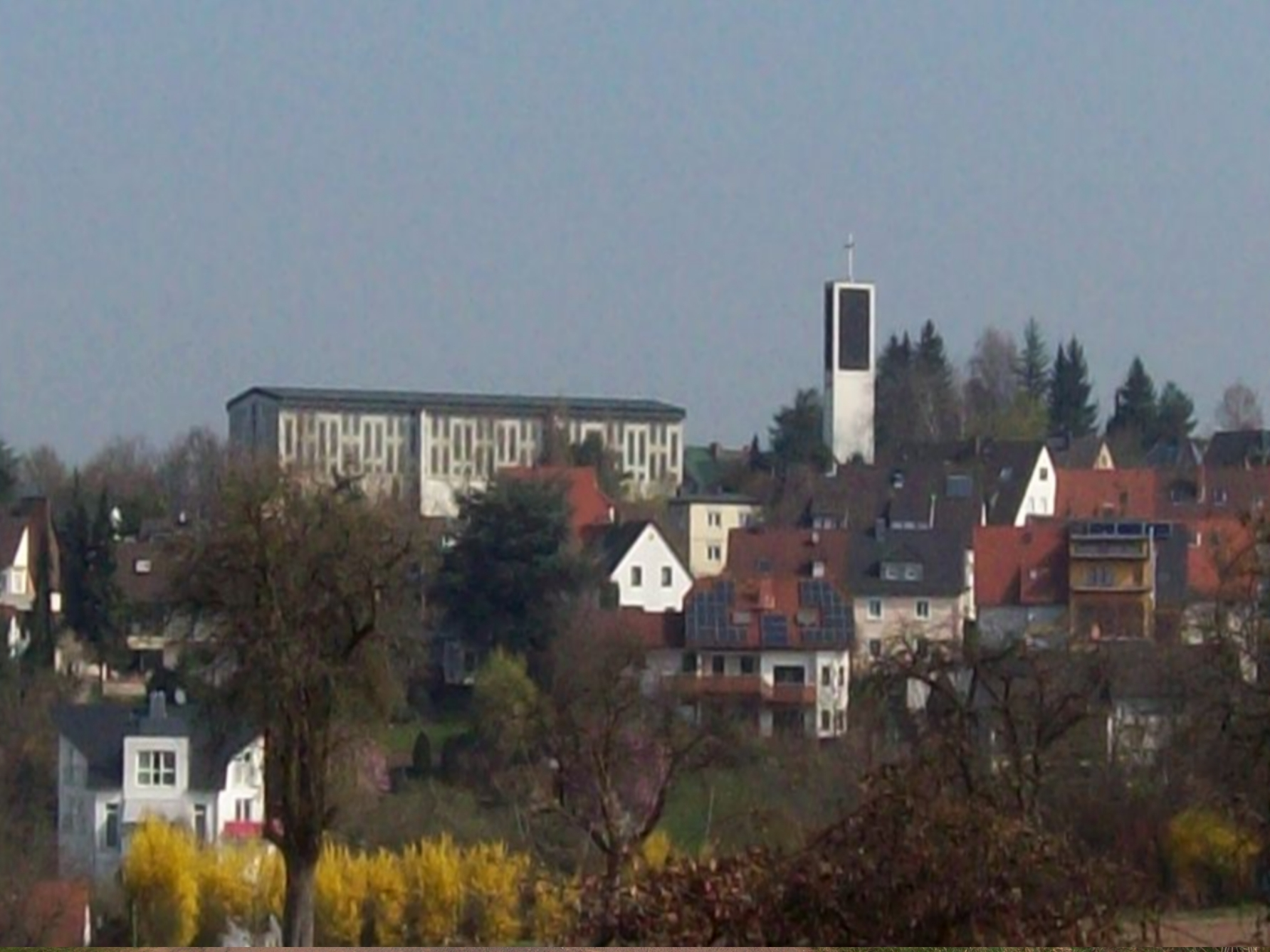
St. Gertrud Aschaffenburg – Panoramaansicht

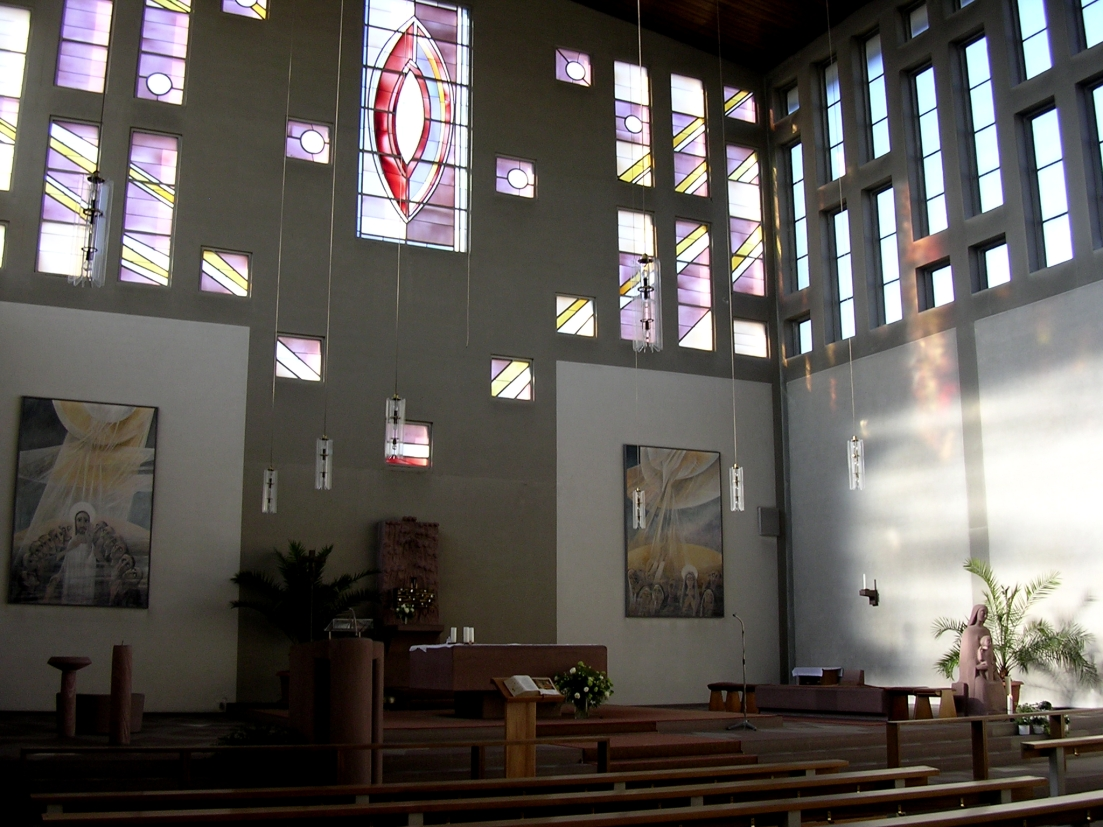
St. Gertrud Aschaffenburg – Altarraum

Die Kirche St. Gertrud ist eine 1959/60 errichtete katholische Pfarrkirche. Sie ist neben der Pfarrkirche Maria Geburt die zweite katholische Pfarrkirche im Stadtteil Schweinheim im Süden der Stadt Aschaffenburg.

## Geschichte
Angedacht war eine Kirche an diesem Standort bereits in den 1920er Jahren. Pfarrer BGR Karl Umenhof erwarb 1931/32 die ersten Grundstücke für den Bau der Kirche auf der „Schweinheimer Höhe“. Am 6. Dezember 1950 gründete man die katholische Kirchenstiftung St. Gertrud und erwarb weitere Grundstücke zum Bau von Kirche, Pfarrheim, Pfarrhaus,  Schwesternstation und  später noch zum Kindergarten. Am 11. Januar 1956 wurde die Pfarrei St. Gertrud kanonisch errichtet, zuvor wurden die endgültigen Pfarrgrenzen (durch Gebietsabtretung Unsere Liebe Frau (Aschaffenburg) und Maria Geburt, Schweinheim) festgelegt und durch das Bayerische Staatsministerium für Unterricht und Kultus genehmigt. Als Patronin wählte man „St. Gertrud in Franken“ im Bezug auf die Verehrung der Hl. Gertrud von Nivelles.
Auf Wunsch des Würzburger Bischofs Julius Döpfner beauftragte man Rudolf Schwarz aus Köln mit der Planung der neuen Kirche und des Pfarrzentrums. Mitarbeiter bei der Planung waren die Architekten Hubert Friedl und Herbert Herrmann. Die Entwürfe entstanden in seinem Büro in Frankfurt am Main. Unter der örtlichen Bauleitung des Schweinheimer Architekten Georg Ackermann konnte man am 14. März 1959 mit den Bauarbeiten beginnen. Bei der Grundsteinlegung am 7. Juni 1959 durch Domkapitular Theodor Kramer beschritt man neue Wege. Der Grundstein war früher der Eckstein der den ganzen Bau zusammen hielt. Im Zeitalter von Beton/Stahlbeton ist diese Bedeutung nicht mehr gegeben und der Grundstein mit der Inschrift „Hic fulget crucis mysterium“ (Hier erstrahlt das Geheimnis des Kreuzes) wurde in die Betonsäule eingelassen, auf der der Altar steht.

## Gebäude

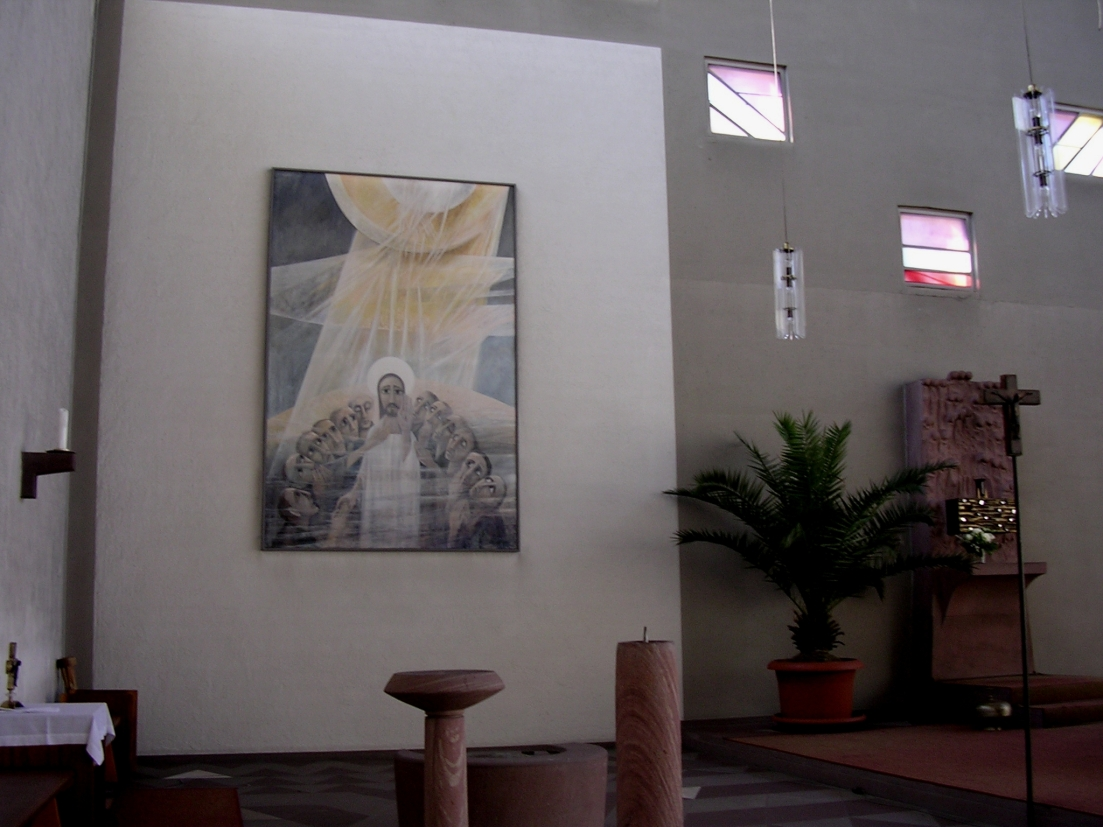
St. Gertrud Aschaffenburg – Altarraum

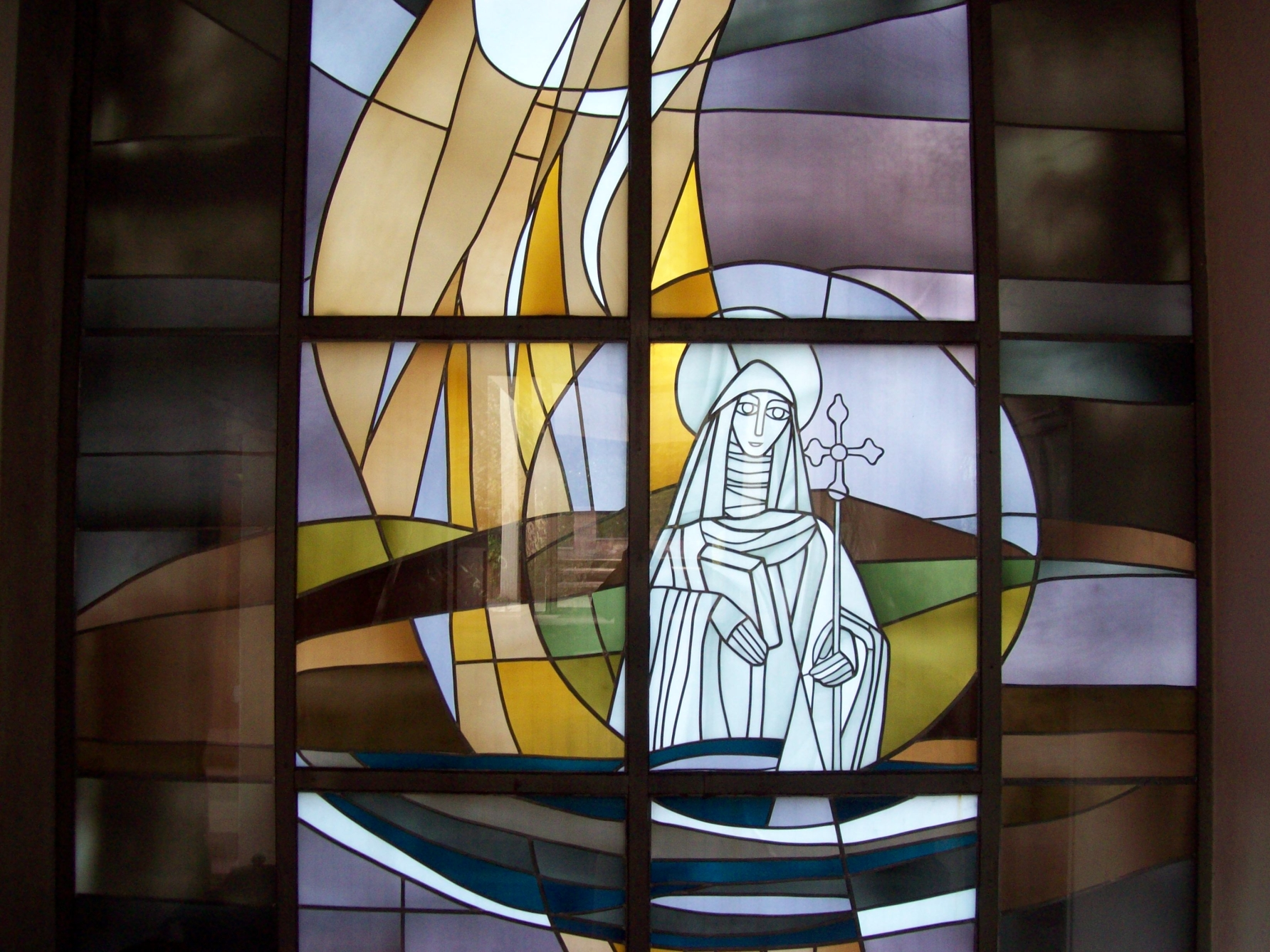
St. Gertrud Aschaffenburg – St. Gertrud von Franken (Nivelles)

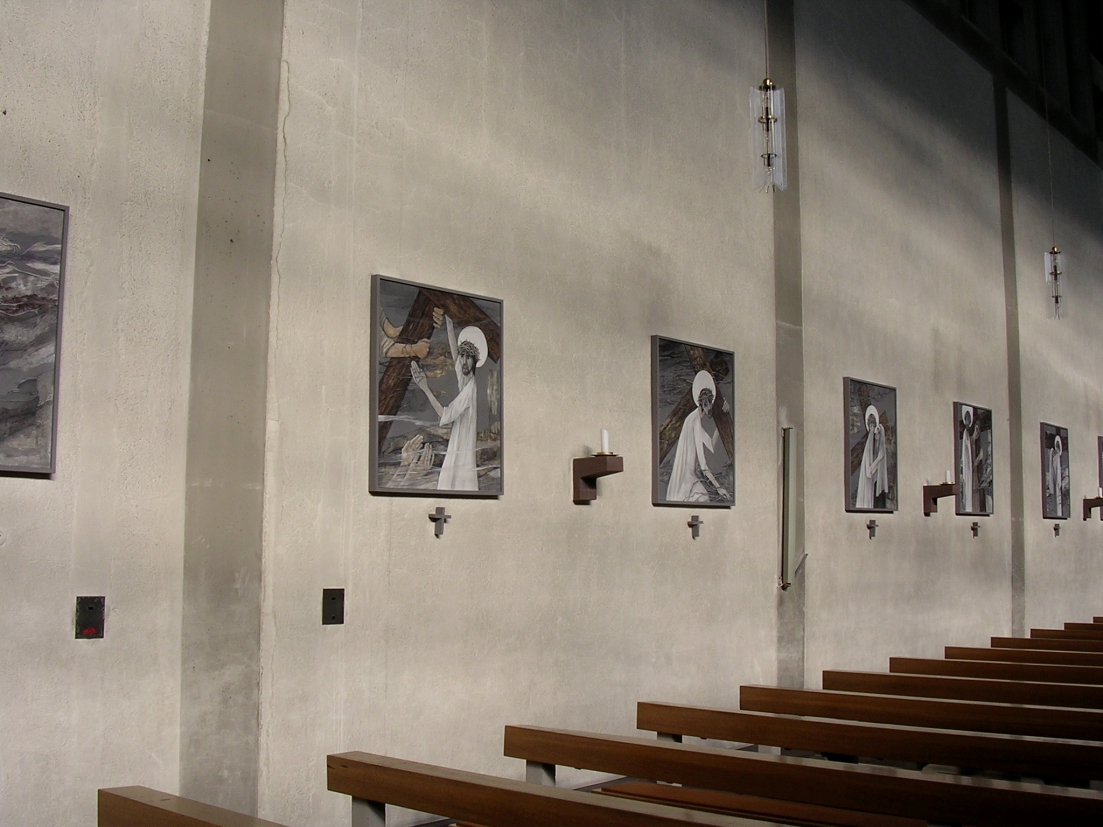
St. Gertrud Aschaffenburg – Kreuzweg

In der Festschrift zu Einweihung erläutert der Architekt Rudolf Schwarz seine Intentionen bei der Gestaltung der Kirche und des Areals:

„St. Gertrud gehört zu den wenigen Kirchen, die ich nach dem großen Gedanken des heiligen Wegs gebaut habe. Dieser Weg ... beginnt schon draußen vor der Kirche, oben an der Straße der Kirchturm, freistehend, der Rufer, der Mahner! Die ersten Stufen bis zum Eingang sollen schon den Alltag, die Hektik, die Geschäftigkeit hinter sich lassen und je näher man zum Altar kommt, das Kreuz des Menschen abwerfen um zum Kreuz der Erlösung zu gelangen. Kommt man durch den überbauten Zwischengang, wird der Weg – durchkreuzt. Es ist der Weg der Versöhnung – hier das Weihwasserbecken, das Sakrament der Taufe, auf der gegenüberliegenden Seite die Beichtkapelle, das Sakrament der Buße, der Versöhnung mit Gott. An diesem Weg ist auch der Platz für die Kirchenpatronin St. Gertrud, als Mittlerin zwischen Gott und den Menschen ...“

Der Kirchturm ist 26 m hoch, freistehend an der Straße. Durch den überbauten Zwischengang (Kircheneingang von der unteren Straße) kommt man vorbei an Kindergarten, Pfarrgarten, Sakristei und Pfarrzentrum. Gegenüber dem Weihwasserbecken befindet sich die Beichtkapelle. Dort steht auch das Buntglasbild der Patronin nach dem Entwurf des Aschaffenburger Künstlers Siegfried Rischar.
Die 48 m lange, 14 m hohe und 16 m breite Kirche ist nicht geostet, sondern der Altar steht im Westen, durch die Buntglasfenster des Kreuzes der Altarrückwand fällt das Licht der Mittag- und Abendsonne. In der Mitte die mandelförmige Gloriole, der Mandorla sieht man die antike Darstellung des thronenden Christus, hier als weißes Licht dargestellt. „Da wo Gott ist, kann der Mensch nur geblendet die Augen abwenden.“ Um den Thron sieben Kreise, die sieben Leuchter aus der Offenbarung (1,12).
Den Entwurf für die zwei Ensembles der Giebelfenster schuf Prof. Karl Knappe, München, ausgeführt wurden sie von der Mayer’schen Hofkunstanstalt, München.

### Inneres
Mit der schlichten Ausstattung, dem Altar, dem Ambo und der Sedilienbank in rotem Mainsandstein nach dem Entwurf des Künstlers Hubert Friedl, wurde die Kirche am 17./28. September 1960 von Bischof Josef Stangl geweiht. Die Maßgaben des II. Vatikanischen Konzils wurden später vom Aschaffenburger Künstler Hermann Kröckel und Maria Schwarz (auch Fußbodengestaltung) umgesetzt. In der Mitte der Stirnwand befindet sich heute der Tabernakel (ursprünglich auf dem Altar, dahinter das Vortragekreuz) eingelassen in eine Buntsandsteinstele, mit den sieben Leuchtern (sternförmige Flammen) umrahmt von einer Schar Anbetender. Auf der linken Seite sind Osterleuchter und Taufbrunnen aus Buntsandstein angeordnet, rechts aus dem gleichen Material eine Marienstatue mit dem segnenden Christus auf ihrem Schoß stehend. Vorne zwei großformatige Tafelbilder.
Im Kontrast zur Bildlosigkeit des Schwarzschen Raumes schuf Siegfried Rischar 15 Stationen des Kreuzwegs Jesu Christi. Er wurde am 17. März 1988 eingeweiht. Ergänzend hierzu schuf Rischar zwei in Weiß und Grau gehaltene Altarbilder, „Aussendung der Apostel“ und „Pfingsten“ die zu Ostern 1990 aufgehängt wurden. Die Bilder machen die beiden Grunddimensionen der Liturgie anschaulich: die absteigende (Geistsendung an Pfingsten) und aufsteigende Bewegung (Himmelfahrt).

### Turm und Glocken
Im Turm hängen vier Glocken, die in der Heidelberger Glockengießerei F. W. Schilling gegossen wurden. Die Aufschriften sind: Christusglocke „Und sie werden meine Stimme hören“ 1550 kg. (dis), Marienglocke „Maria vom Siege, bitte für uns“ 850 kg. (fis), Josefsglocke „Heiliger Josef, halte deine schützenden Hand über unsere Pfarrgemeinde“ 750 kg. (gis) und Gertrudglocke „St. Gertrud, schütze dein Franken“ 500 kg. (ais). Die „vier erzenen Engel Gottes“ wurden von Dekan Karl Hartmann am 8. März 1964 geweiht und anschließend in den Turm gezogen. 1979 wurde ein Turmkreuz, 5,20 m hoch, 2,70 m breit und 9 Zentner schwer, aus Edelstahl auf dem Turm errichtet.

### Orgel

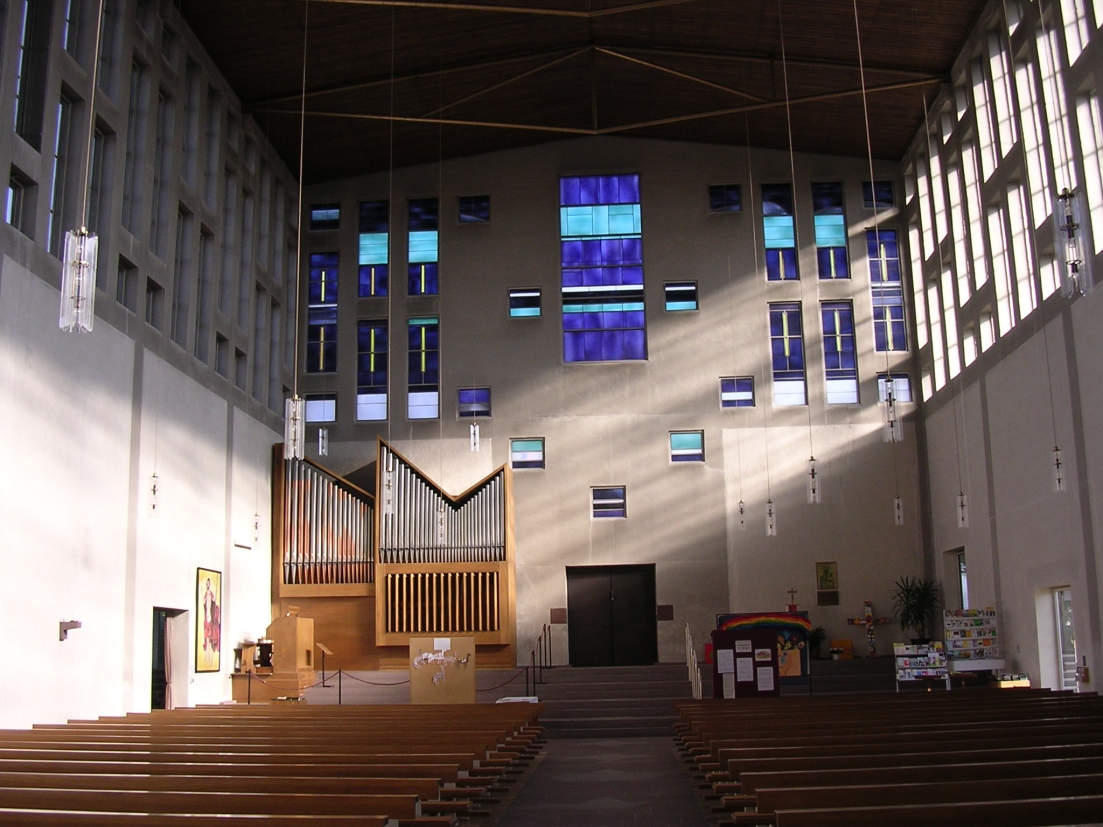
St. Gertrud Aschaffenburg – Orgel

Im rückwärtigen Teil der Kirche steht eine Orgel der Firma Michael Weise Orgelbau in Plattling. Sie ist ebenerdig aufgestellt, da in der Kirche keine Empore eingebaut ist. Das Instrument mit zwei Manualen und Pedal (25 Registern) wurde am 2. Weihnachtsfeiertag (26. Dezember 1966) durch Pfarrer Ferdinand Scherpf, von Aschaffenburg St. Kilian eingeweiht. Die Orgel besitzt Schleifladen, elektrische Trakturen, freistehenden Spieltisch mit zwei freien Kombinationen und 7 Spielhilfen. Ein zweiteiliges Gehäuse aus Mahagoni umschließt das Pfeifenwerk. Es hat folgende Disposition:
| I Hauptwerk C–g3 |                |       |
| 1.               | Quintade       | 16′   |
| 2.               | Principal      | 8′    |
| 3.               | Rohrflöte      | 8′    |
| 4.               | Octav          | 4′    |
| 5.               | Kleingedackt   | 4′    |
| 6.               | Octav          | 2′    |
| 7.               | Sesquialter II |       |
| 8.               | Mixtur IV      | 1 ⁄3′ |
| 9.               | Cimbel III     | 1⁄2′  |
| 10.              | Trompete       | 8′    |

| II Schwellwerk C–g3 |             |        |
| 11.                 | Gedackt     | 8′     |
| 12.                 | Harfpfeife  | 8′     |
| 13.                 | Principal   | 4′     |
| 14.                 | Koppelflöte | 4′     |
| 15.                 | Nasat       | 2 ⁄3′  |
| 16.                 | Nachthorn   | 2′     |
| 17.                 | Terzian II  | 1 3⁄5′ |
| 18.                 | Scharff IV  | 1′     |
| 19.                 | Dulcian     | 8′     |
|                     | Tremulant   |        |

| Pedal C–f1 |              |        |
| 20.        | Subbaß       | 16′    |
| 21.        | Principalbaß | 8′     |
| 22.        | Holzgedackt  | 8′     |
| 23.        | Quintbaß     | 5 1⁄3′ |
| 24.        | Hohlflöte    | 4′     |
| 25.        | Posaune      | 16′    |

## Gemeindezentrum
1966/67 entstand das Pfarrzentrum (Pfarrsaal, Jugendräume) als Verbindungsglied zwischen Kirche und Pfarrhaus. Der Saal hat 220 Sitzplätzen, Teeküche, Garderobe und Nebenräume und im Kellergeschoss vier Jugendräume. 1967 erfolgte die Einweihung des Kindergartens und der Bücherei. Der 1965 errichtete Hefner-Alteneck-Kindergarten ging 1983 in die Trägerschaft der Pfarrei St. Gertrud über  und wurde als Kindergarten St. Martin im Jahre 2010 neu gebaut.

## Priesterweihe in Aschaffenburg
Bischof Josef Stangl weihte am 10. März 1962 in St. Gertrud in Aschaffenburg sieben Diakone zu Priestern.

## Pfarrer
- 1960–1973: Theodor Diem * 18. März 1910 in Marktbreit, am 3. März 1935 zum Priester geweiht, † 7. Januar 1993 Würzburg
- 1973–1978: Otto Weißheimer * 27. März 1934 in Oppenheim, am 13. März 1960 zum Priester geweiht, † 23. April 2010 in Fulda
- 1978–1994: Willi Geßner * 2. Mai 1929 in Haard, am 19. Juli 1943 zum Priester geweiht, † 22. Dezember 2008 Bad Kissingen
- 1994–2010: Robert Heßberger, * 31. Juli 1940 in Aschaffenburg, am 29. Juni 1966 zum Priester geweiht